# Emanuel (utrdba)
Utrdba Emanuel, znana tudi kot Fort Manuel, je porušena utrdba na plaži Fort Koči v Kočiju (Kočin), Kerala, Indija. Je bastion Portugalcev in simbol strateškega zavezništva med maharadžo iz Kočija in Kraljevino Portugalsko. Prva evropska portugalska utrdba v Aziji je poimenovana po Manuelu I. Portugalskem.

## Zgodovina
Septembra 1503 je poglavar Kočija dovolil Afonsu de Albuquerqueju, da zgradi utrdbo Emanuel ob obali Arabskega morja. Gradnja se je začela 26. septembra in je "dobila obliko kvadrata z bočnimi bastijoni na vogalih, oboroženimi s topovi". Stene so bile narejene iz dvojnih vrst stebel kokosovih dreves, varno pritrjenih skupaj in med katerimi je bila trdno zabita zemlja; dodatno je bila zavarovana z vodnimm jarkom. Utrdbo so zjutraj 1. oktobra 1503 krstili za Emanuela, po portugalskem kralju.
Utrdba je bila zgrajena na območju, povezanem z vodo, proti jugozahodu obale Kočiju. Utrdba je bila okrepljena leta 1538. Portugalci so za utrdbo zgradili svojo naselbino, vključno s cerkvijo sv. Frančiška.  Utrdba Koči je ostala v portugalski posesti do leta 1663, ko so Nizozemci zavzeli to ozemlje in uničili portugalske postojanke. Nizozemci so imeli utrdbo v svoji posesti do leta 1795, ko so Britanci prevzeli nadzor po porazu Nizozemcev v Evropi. Do leta 1806 so Nizozemci in kasneje Britanci uničili večino obzidja utrdbe in njenih bastionov.
V starem Kočiju in ob plaži Fort Koči je delno obnovljena topniška baterija in drugi ostanki obzidij in utrdb, ki so danes turistične destinacije.

## Galerija
- topniški bastijon, ki se nahaja na Obala Fort Koči